# Urinstein
Urinstein ist eine gelblich-braune kristalline Ablagerung, die sich durch Ausfällungen des Urins in Toiletten und Urinalen in fester oder pastöser Form bildet.
Urinstein entsteht durch eine chemische Reaktion von kalkhaltigem Wasser (in der Regel das Spülwasser) mit dem Urin. 

## Entstehung
Im Wasser gelöster Kalk und weitere gelöste Stoffe verbinden sich mit dem Urin und der Harnsäure als Katalysator zu einer unlöslichen Kalk-Magnesiaverbindung. Diese Verbindung liegt als eine Mischung aus Calcium- oder Magnesiumcarbonat, -oxalat, -phosphat und -sulfat vor. Die dabei entstehenden Feststoffe bestehen aus den Mineralien Struvit, Hydroxylapatit und Calcit. Die Mischung verfestigt sich durch einen hohen pH-Wert, der durch die am Harnstoffabbau beteiligten Bakterien entsteht. Frischer Urin hat zunächst einen niedrigen pH-Wert. Da Regenwasser keinen Kalk enthält, tritt bei Regenwassernutzung zur Spülung von WCs und Urinalen kein Urinstein auf.
Abgesehen von Urinmenge und Kalkgehalt des Wassers entscheidet vornehmlich die Verweildauer des Urins in Siphon und anderen Sammelstellen über die Menge des entstehenden Urinsteins. Das Volumen des verwendeten Spülwassers hat demgegenüber einen geringen Einfluss. Auch bei Urinalen wird die Verstopfung des Siphons nicht ausschließlich von den Inhaltsstoffen des Urins verursacht. Häufig sind es organische Stoffe wie Staub, Fette, Hautpartikel, Haare sowie ins Urinal geworfene Zigarettenstummel und Taschentücher, die letztendlich die Verstopfung auslösen. 

## Reinigungsmöglichkeiten
Soll die Blockade ohne mechanische Maßnahmen entfernt werden, so sollten zunächst die organischen Bestandteile mithilfe eines alkalischen Rohrreinigers gelöst werden. Die meisten Rohrreiniger-Granulate enthalten Natriumhydroxid, um organische Stoffe aufzulösen. Nach gründlicher Spülung kann der Urinstein dann mit Säure zersetzt werden. Saure und alkalische Mittel dürfen keinesfalls gemeinsam angewendet werden, da es zu heftigen Reaktionen kommen kann.
Die Anwendung von Salzsäure mit höheren Konzentrationen erlaubt die Entfernung entstandener Kalkablagerungen bei geringerer Einwirkdauer. Die Arbeit sollte mit Schutzausrüstung und bei guter Belüftung erfolgen. Keramik wird durch Salzsäure nicht angegriffen, bei Armaturen oder Rohrleitungen aus Metall kann Salzsäure hingegen zu Schäden führen. Bei geringer Stärke der Urinstein-Ablagerungen können auch schwächere Säuren wie Essigsäure oder Zitronensäure verwendet werden, wenn diese ausreichend lange einwirken können. 

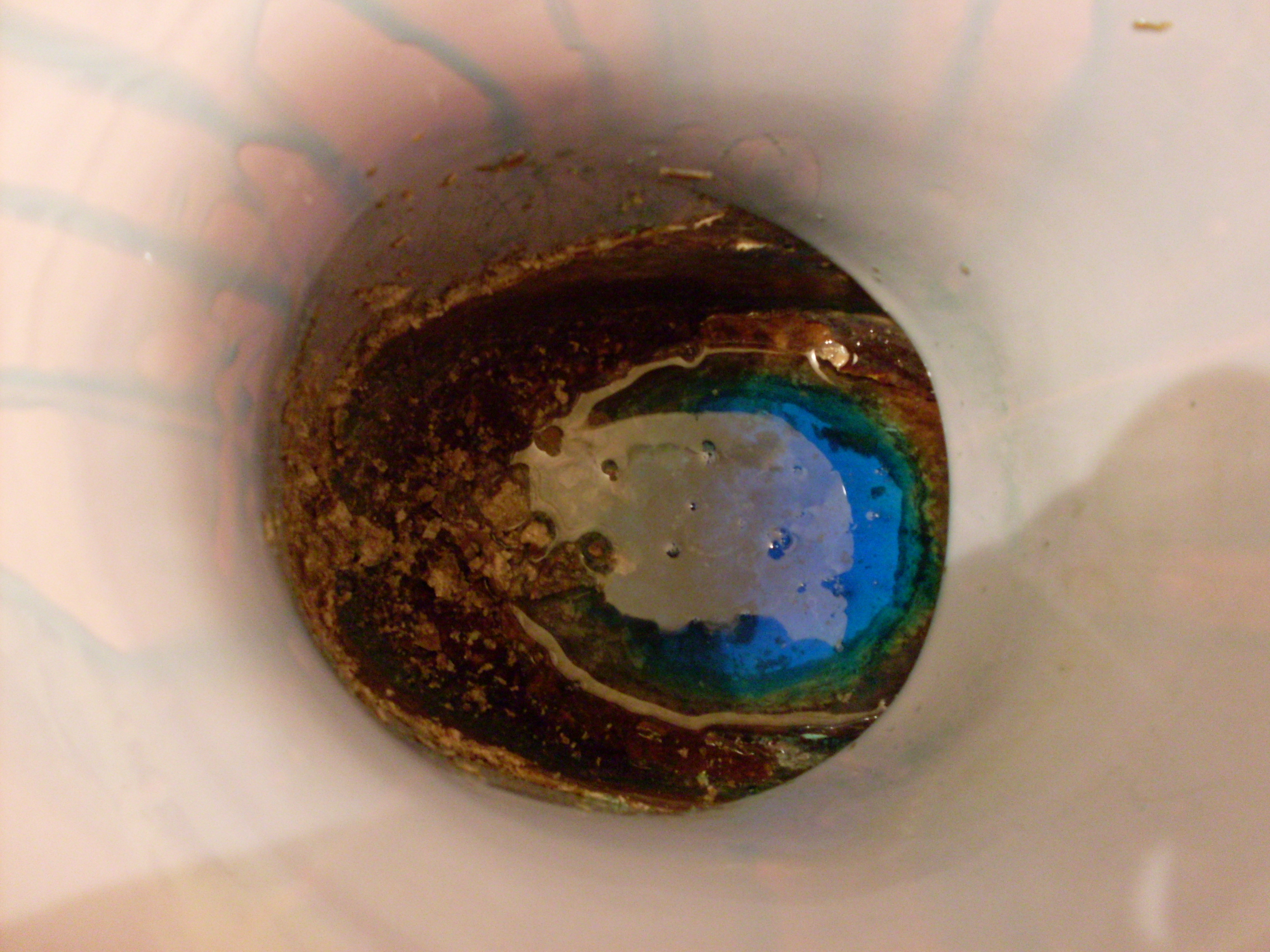
WC mit Urinsteinablagerungen
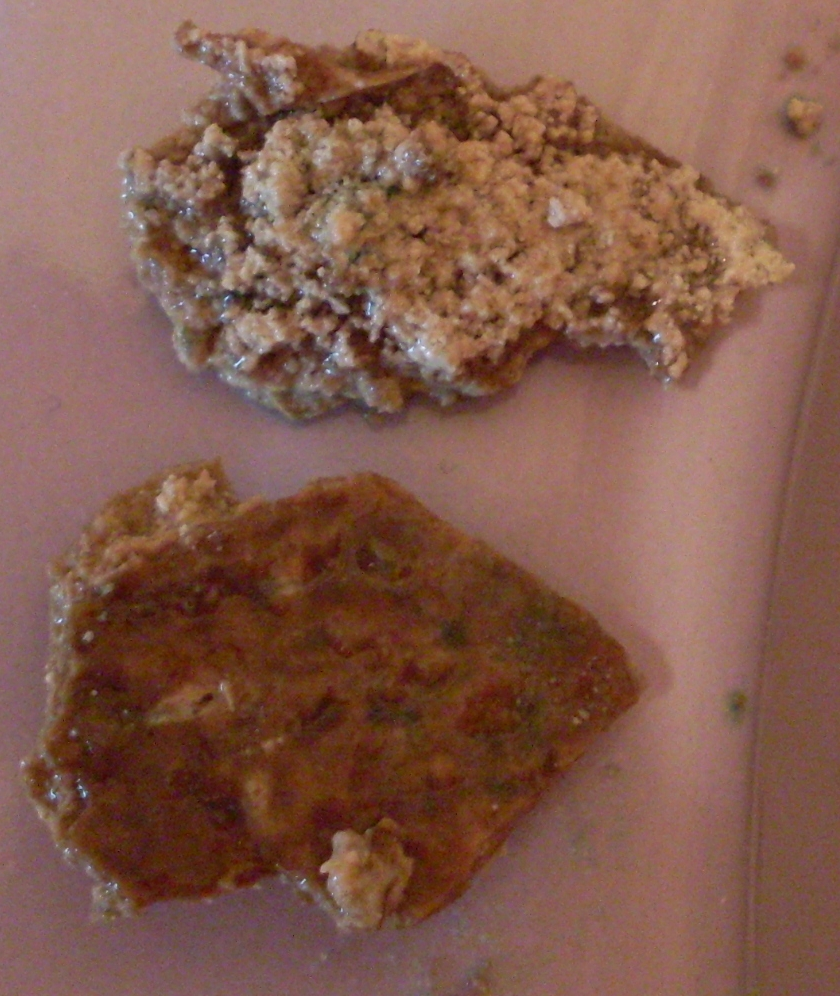
Urinsteinbrocken

## Geschichte
Früher hat man die Harnsteine gelegentlich als Urinsteine bezeichnet, so schreibt Albrecht von Haller im 18. Jahrhundert: „Urinstein kömmt bey manchen Völkern häufig vor, ist bey Thieren nichts Seltenes. Die Säfte der Schalenthiere sind zum steinigen Wesen geneigt. Der Ursprung scheint im Wasser zu stekken. Auch die Knochenmaterie begiebt sich in den Urin“. Diese heute falsche Gleichsetzung von Urinstein und Harnstein ist die Ausnahme von der Regel, und resultiert daraus, dass Urin und Harn Synonyme sind (Beispiel: Urinfistel = Harnfistel).